# Liste der Ortsteile in Schleswig-Holstein
Die Liste der Ortsteile in Schleswig-Holstein enthält nur die Ortsteile (258) im Land Schleswig-Holstein, über die in der Wikipedia Artikel existieren.

## Liste
| Ortsteil                 | Gemeinde               |
| ------------------------ | ---------------------- |
| Ahlefeld                 | Ahlefeld-Bistensee     |
| Albertsdorf auf Fehmarn  | Fehmarn                |
| Altenhof-Bahnhof         | Altenhof               |
| Archsum                  | Sylt                   |
| Augustenkoog             | Osterhever             |
| Avendorf auf Fehmarn     | Fehmarn                |
| Bannesdorf auf Fehmarn   | Fehmarn                |
| Barkau                   | Süsel                  |
| Barsfleth                | Nordermeldorf          |
| Belgrad                  | Stoltebüll             |
| Benz                     | Malente                |
| Bergrade                 | Duvensee               |
| Bisdorf auf Fehmarn      | Fehmarn                |
| Bistensee                | Ahlefeld-Bistensee     |
| Bohnert                  | Kosel                  |
| Bojendorf auf Fehmarn    | Fehmarn                |
| Boldixum                 | Wyk auf Föhr           |
| Borby                    | Eckernförde            |
| Borstel                  | Sülfeld                |
| Braak                    | Bosau                  |
| Brebel                   | Süderbrarup            |
| Bredenbek                | Nehmten                |
| Brodten                  | Lübeck                 |
| Büchsenschinken          | Reinbek                |
| Burg auf Fehmarn         | Fehmarn                |
| Burgstaaken              | Fehmarn                |
| Carlshöhe                | Eckernförde            |
| Cecilienkoog             | Reußenköge             |
| Cismar                   | Grömitz                |
| Cleverbrück              | Bad Schwartau          |
| Curau                    | Stockelsdorf           |
| Dammholm                 | Mittelangeln           |
| Dänschendorf auf Fehmarn | Fehmarn                |
| Dauenhof                 | Hohenfelde, Westerhorn |
| Deezbüll                 | Niebüll                |
| Desmerciereskoog         | Reußenköge             |
| Dieksanderkoog           | Friedrichskoog         |
| Döhnsdorf                | Wangels                |
| Dollerupholz             | Westerholz             |
| Dollrottfeld             | Süderbrarup            |
| Duburg                   | Flensburg              |
| Dunkelsdorf              | Ahrensbök              |
| Düsternbrook             | Kiel                   |
| Egenbüttel               | Rellingen              |
| Einfeld                  | Neumünster             |
| Ekenis                   | Boren                  |
| Elkier                   | Steinbergkirche        |
| Ellgaard                 | Dollerup               |
| Elmschenhagen            | Kiel                   |
| Engelsby                 | Flensburg              |
| Esmark                   | Mittelangeln           |
| Estrup                   | Großsolt               |
| Fahretoft                | Dagebüll               |
| Fiefharrie               | Negenharrie            |
| Flüggendorf              | Schönkirchen           |
| Fresenhagen              | Stadum                 |
| Friedrichsort            | Kiel                   |
| Friedrichsruh            | Aumühle                |
| Frörup                   | Oeversee               |
| Fruerlund                | Flensburg              |
| Futterkamp               | Blekendorf             |
| Gaarden-Ost              | Kiel                   |
| Gadeland                 | Neumünster             |
| Gammellund               | Bollingstedt           |
| Gammendorf               | Fehmarn                |
| Gleschendorf             | Scharbeutz             |
| Godau                    | Nehmten                |
| Goltoft                  | Brodersby-Goltoft      |
| Goting                   | Nieblum                |
| Grasholz                 | Eckernförde            |
| Gronenberg               | Scharbeutz             |
| Groß Parin               | Bad Schwartau          |
| Groß Weeden              | Rondeshagen            |
| Groß Zecher              | Seedorf                |
| Gunneby                  | Ulsnis                 |
| Gut Hemmelmark           | Barkelsby              |
| Gut Rixdorf              | Lebrade                |
| Haferwisch               | Neuenkirchen           |
| Haffkrug                 | Scharbeutz             |
| Hägen                    | Süderheistedt          |
| Hassee                   | Kiel                   |
| Hasseldieksdamm          | Kiel                   |
| Hassendorf               | Bosau                  |
| Hattstedter Neuer Koog   | Hattstedtermarsch      |
| Havetoftloit             | Mittelangeln           |
| Hedehusum                | Utersum                |
| Heiderfeld               | Leezen                 |
| Heidkate                 | Wisch                  |
| Herrenwyk                | Lübeck                 |
| Hinschendorf             | Reinbek                |
| Hobbersdorf              | Ratekau                |
| Hoisbüttel               | Ammersbek              |
| Holm                     | Schleswig              |
| Ilewitt                  | Loose                  |
| Kaköhl                   | Blekendorf             |
| Kaltenhof                | Bad Schwartau          |
| Karlsburg                | Winnemark              |
| Katharinenhof            | Fehmarn                |
| Katingsiel               | Tönning                |
| Keitum                   | Sylt                   |
| Kembs                    | Gremersdorf            |
| Kesdorf                  | Süsel                  |
| Ketelsbüttel             | Wöhrden                |
| Kiekut                   | Altenhof               |
| Kiel-Ellerbek            | Kiel                   |
| Kiel-Holtenau            | Kiel                   |
| Kiel-Pries               | Kiel                   |
| Ravensberg               | Kiel                   |
| Kiel-Schilksee           | Kiel                   |
| Wellsee                  | Kiel                   |
| Kielsburg                | Husum                  |
| Kiesby                   | Boren                  |
| Kisdorf-Graff            | Kisdorf                |
| Kisdorferwohld           | Kisdorf                |
| Kitzeberg                | Heikendorf             |
| Kius                     | Ulsnis                 |
| Klausdorf                | Fehmarn                |
| Klausdorf                | Schwentinental         |
| Klein Parin              | Stockelsdorf           |
| Kleintastrup             | Hürup                  |
| Kleinvollstedt           | Emkendorf              |
| Kleiseerkoog             | Galmsbüll              |
| Klenzau                  | Bosau                  |
| Klingberg                | Scharbeutz             |
| Kollerup                 | Großsolt               |
| Koppelsberg              | Plön                   |
| Krabbenkamp              | Reinbek                |
| Kroog                    | Kiel                   |
| Krümmel                  | Geesthacht             |
| Krupunder                | Halstenbek, Rellingen  |
| Kupfermühle              | Harrislee              |
| Landkirchen auf Fehmarn  | Fehmarn                |
| Langholz                 | Waabs                  |
| Lemkenhafen              | Fehmarn                |
| Liensfeld                | Bosau                  |
| Lindau                   | Boren                  |
| Logeberg                 | Schashagen             |
| Lohe                     | Uetersen               |
| Louisenberg              | Eckernförde            |
| Louisenkoog              | Reußenköge             |
| Lübeck-Buntekuh          | Lübeck                 |
| Lübeck-Kücknitz          | Lübeck                 |
| Lübeck-Moisling          | Lübeck                 |
| Lübeck-Schlutup          | Lübeck                 |
| Siems                    | Lübeck                 |
| Lübeck-St. Gertrud       | Lübeck                 |
| Lübeck-St. Jürgen        | Lübeck                 |
| Lübeck-St. Lorenz        | Lübeck                 |
| Lübeck-Travemünde        | Lübeck                 |
| Maasbüll                 | Hürup                  |
| Malkwitz                 | Malente                |
| Marienthal               | Goosefeld, Eckernförde |
| Meimersdorf              | Kiel                   |
| Mettenhof                | Kiel                   |
| Moordorf                 | Westermoor             |
| Moorsee                  | Kiel                   |
| Morsum                   | Sylt                   |
| Mövenberg                | Altenhof               |
| Munkmarsch               | Sylt                   |
| Mürwik                   | Flensburg              |
| Neu-Lankau               | Lankau                 |
| Neukrug                  | Hürup                  |
| Neumühlen-Dietrichsdorf  | Kiel                   |
| Neuratjensdorf           | Gremersdorf            |
| Neuschönningstedt        | Reinbek                |
| Neuwühren                | Pohnsdorf              |
| Niehuus                  | Harrislee              |
| Niendorf                 | Timmendorfer Strand    |
| Niendorf auf Fehmarn     | Fehmarn                |
| Norderheverkoog          | Tetenbüll              |
| Norderstapel             | Stapel                 |
| Nordstrandischmoor       | Nordstrand             |
| Obdrup                   | Mittelangeln           |
| Ohe                      | Reinbek                |
| Olpenitz                 | Kappeln                |
| Oppendorf                | Schönkirchen           |
| Orth                     | Fehmarn                |
| Ostermoor                | Brunsbüttel            |
| Oxbüll                   | Wees                   |
| Pansdorf                 | Ratekau                |
| Papendorf                | Brunsbek               |
| Petersdorf auf Fehmarn   | Fehmarn                |
| Pinnebergerdorf          | Pinneberg              |
| Platenhörn               | Witzwort               |
| Pönitz                   | Scharbeutz             |
| Puttgarden               | Fehmarn                |
| Quickborn-Heide          | Quickborn              |
| Quisdorf                 | Bosau                  |
| Raisdorf                 | Schwentinental         |
| Ramsdorf                 | Owschlag               |
| Rantum                   | Sylt                   |
| Ravenshorst              | Goosefeld              |
| Rehbergholz              | Mittelangeln           |
| Rensefeld                | Bad Schwartau          |
| Reußenkoog               | Reußenköge             |
| Rönne                    | Kiel                   |
| Rosenfelde               | Grube                  |
| Rothenhusen              | Groß Sarau             |
| Rüde                     | Mittelangeln           |
| Rüllschau                | Hürup                  |
| Russee                   | Kiel                   |
| Sandkrug                 | Eckernförde            |
| Sankelmark               | Oeversee               |
| Sankt Peter-Böhl         | Sankt Peter-Ording     |
| Satrup                   | Mittelangeln           |
| Satrupholm               | Mittelangeln           |
| Schmeerhörn              | Altenhof               |
| Schnaap                  | Eckernförde            |
| Schobüll                 | Husum                  |
| Schönhorst               | Schönkirchen           |
| Schönningstedt           | Reinbek                |
| Schreventeich            | Kiel                   |
| Schulau                  | Wedel                  |
| Schwartau                | Bad Schwartau          |
| Sepel                    | Nehmten                |
| Sereetz                  | Ratekau                |
| Sieseby                  | Thumby                 |
| Siezbüttel               | Schenefeld             |
| Sönke-Nissen-Koog        | Reußenköge             |
| Sophien-Magdalenen-Koog  | Reußenköge             |
| Staberdorf               | Fehmarn                |
| Steenbek-Projensdorf     | Kiel                   |
| Strukkamp                | Fehmarn                |
| Sturenhagen              | Dänischenhagen         |
| Suchsdorf                | Kiel                   |
| Süderoog                 | Pellworm               |
| Süderschmedebyfeld       | Sieverstedt            |
| Süderstapel              | Stapel                 |
| Südfall                  | Pellworm               |
| Sulsdorf                 | Gremersdorf            |
| Tammensiel               | Pellworm               |
| Tarup                    | Flensburg              |
| Tastrup                  | Hürup                  |
| Tastrupfeld              | Hürup                  |
| Techau                   | Ratekau                |
| Teschendorf              | Fehmarn                |
| Thesdorf                 | Pinneberg              |
| Tiebensee                | Neuenkirchen           |
| Tinnum                   | Sylt                   |
| Toftum                   | Oldsum                 |
| Torsballig               | Mittelangeln           |
| Trischen                 | Friedrichskoog         |
| Trollebüll               | Stedesand              |
| Tungendorf               | Neumünster             |
| Vadersdorf               | Fehmarn                |
| Wackerballig             | Gelting                |
| Warder                   | Rohlstorf              |
| Wassersleben             | Harrislee              |
| Waygaard                 | Dagebüll               |
| Weißenhäuser Strand      | Wangels                |
| Wellingdorf              | Kiel                   |
| Wenkendorf               | Fehmarn                |
| Weseby                   | Hürup                  |
| Westerland               | Sylt                   |
| Wilhelmsthal             | Eckernförde            |
| Wittorf                  | Neumünster             |
| Wulfen                   | Fehmarn                |
| Zarnekau                 | Süsel                  |